# Hafen von Bari
Der Hafen von Bari (italienisch Porto di Bari) ist der Hafen der Stadt Bari (Region Apulien). 
Bari ist ein bedeutender Fährhafen; es gibt unter anderem Fährverbindungen zu Städten an der gegenüberliegenden Küste der Adria und nach Griechenland (zum Beispiel nach Dubrovnik, Kefalonia, Korfu, Durrës (Albanien)).
Im Jahr 2019 wurden 1.191.753 Passagiere auf Fähren und 674.675 Kreuzfahrtpassagiere abgefertigt. 6,1 Millionen Tonnen Güter (Container und Massengüter) wurden umgeschlagen.

## Infrastruktur
Folgende Straßen binden den Hafen an das Straßennetz: 
- Autostrada A14 (Autostrada Adriatica, endet bei Tarent), Ausfahrt Bari Nord
- Strada Statale 16 Adriatica

Bahnstrecken: 
- Bahnstrecke Bari-Lecce („Ferrovia Adriatica“, eine der wichtigsten in Italien)
- Bahnstrecke Bari–Martina Franca–Taranto (112 km)
- Bahnstrecke Bari–Taranto
- Bahnstrecke Bari–Barletta (70 km)

## Geschichte
Der Hafen von Bari wurde im Laufe seiner Geschichte mehrmals erweitert. Die erste Kaianlage, der Molo Borbonico, wurde 1855 unter dem Königreich beider Sizilien errichtet. 1925 wurde nördlich des alten Hafens ein neues Hafengelände erschlossen, womit die Struktur des modernen Hafens von Bari entstand.
Am 2. Dezember 1943 flogen 105 Junkers Ju 88-Bomber der Luftflotte 2 einen Luftangriff auf den Hafen von Bari. 
Der Frachter Liberty-Frachter SS John Harvey mit 2000 Bomben des Typs AN-M47 an Bord (befüllt mit insgesamt 480 Tonnen Senfgas) explodierte, 1000 Soldaten und Zivilisten starben.
Heute besteht der Hafen von Bari aus einem historischen Teil mit zwei Molen, der für die Fischerei vorgesehen ist, und dem Neuen Hafen (Porto Nuovo) mit fünf Becken. Der Hafen öffnet sich nach Nordnordwesten und ist den Windströmungen der Tramontana und des Mistrals ausgesetzt.
Während der COVID-19-Pandemie waren die Verbindungen zwischen Italien und Albanien vom 10. März bis zum 22. Juni 2020 ausschließlich dem Güterverkehr vorbehalten. Diese Entscheidung der albanischen Ministerin für Infrastruktur, Belinda Balluku, erfolgte im Anschluss an die restriktiven Maßnahmen, die die italienische Regierung zur Bekämpfung der COVID-19-Pandemie in Europa ergriffen hatte. Die Maßnahmen Albaniens wurden ab dem 22. Juni 2020 gelockert.